# Czystogłówka
Czystogłówka (ukr. Чистога́лівка, ros. Чистогаловка) – dawna wieś na Ukrainie, w obwodzie kijowskim, w rejonie wyszogrodzkim, w Czarnobylskiej Strefie Wykluczenia. Przed katastrofą czarnobylską liczyła 986 mieszkańców.

## Historia
W wyniku Katastrofy w Czarnobylu drewniane domy we wsi zostały rozmontowane i zakopane. Tereny wsi spaliły się podczas pożarów lasów w strefie Czarnobyla w kwietniu 2020.

## Zabytki

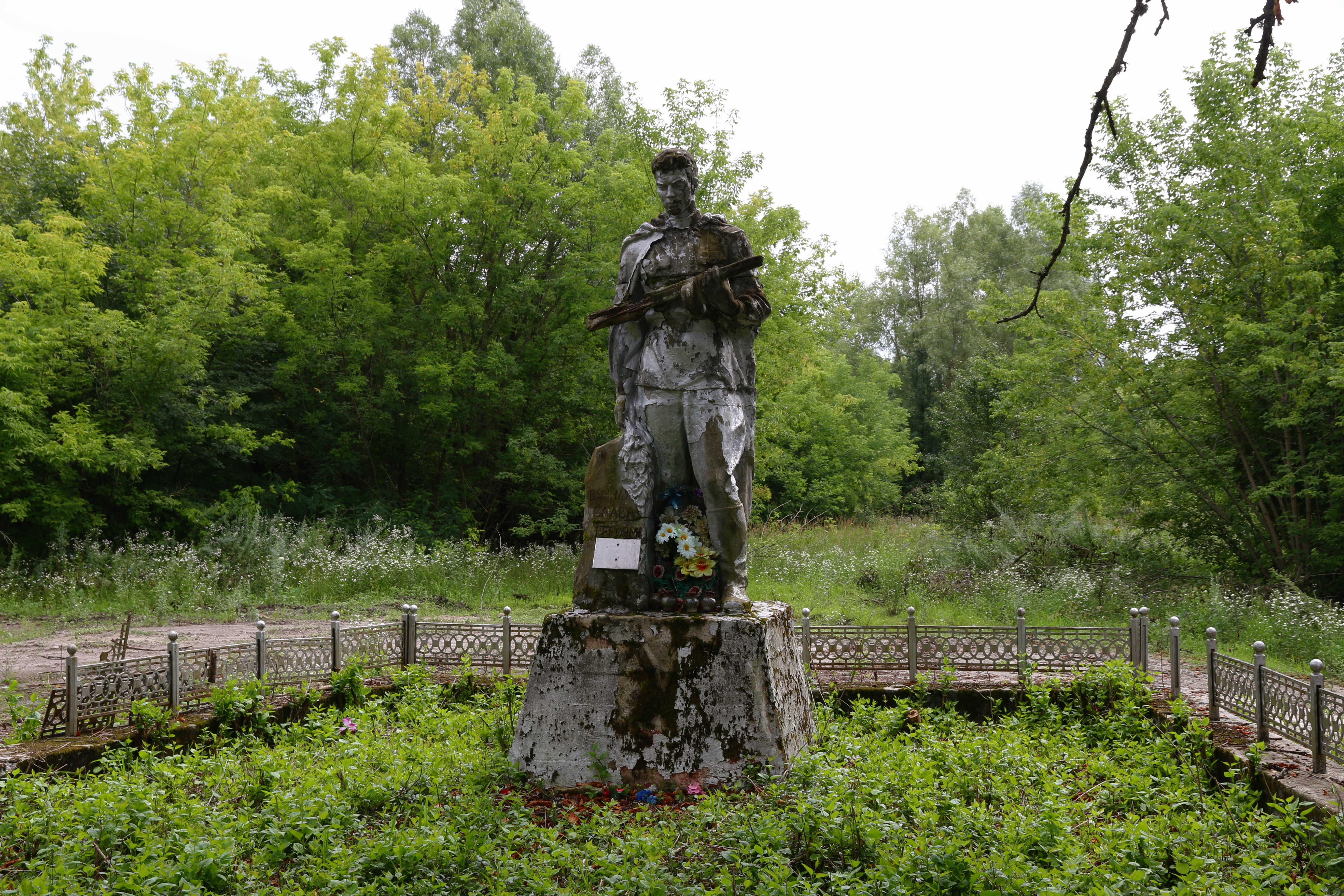
Pomnik Wielkiej Wojny Ojczyźnianej w Czystogłówce

- Pomnik Wielkiej Wojny Ojczyźnianej, wpisany do Państwowego Rejestru Zabytków Nieruchomych Ukrainy pod numerem: 32-220-0100